# Crisoprasa

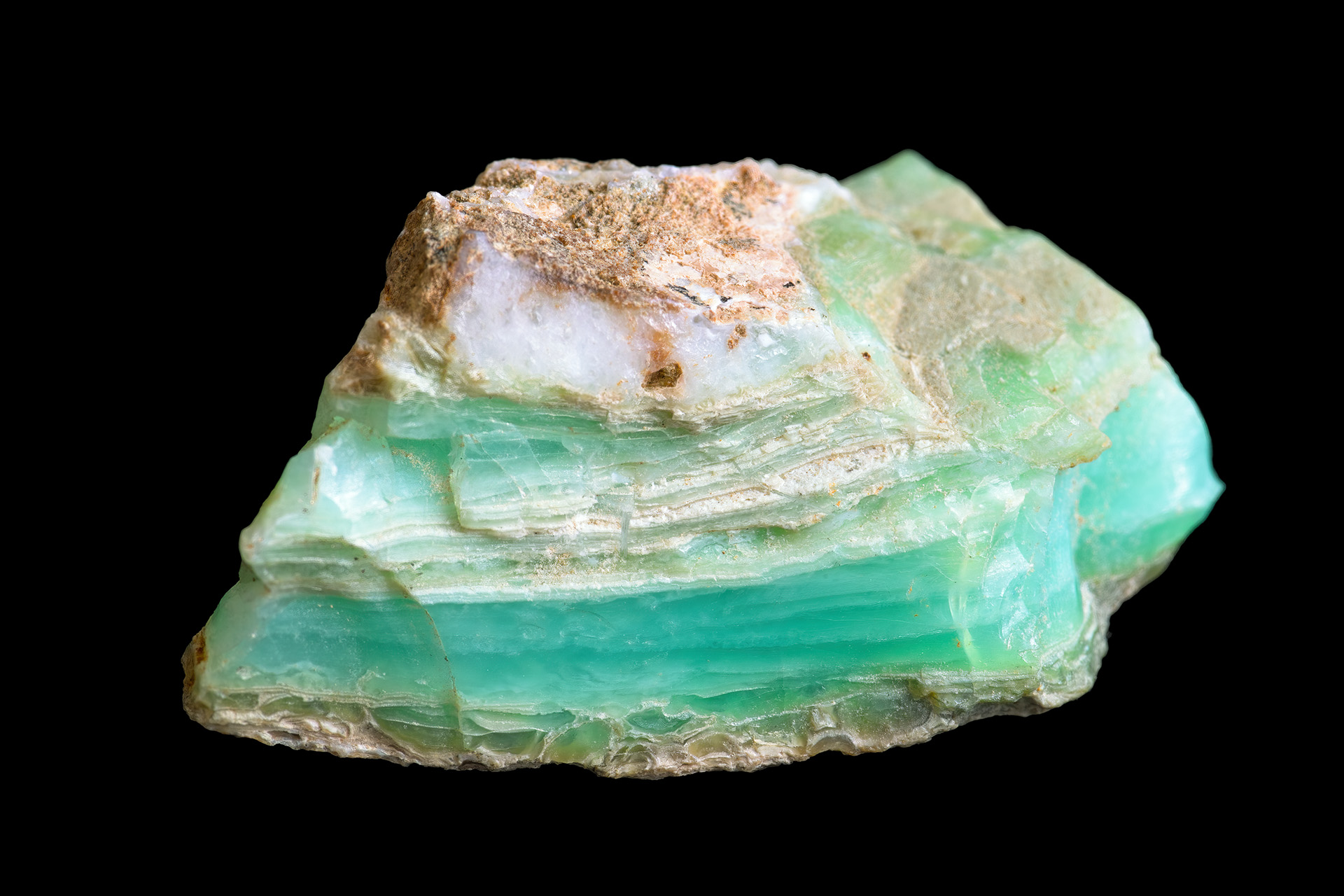
Crisoprasa "Polonia".

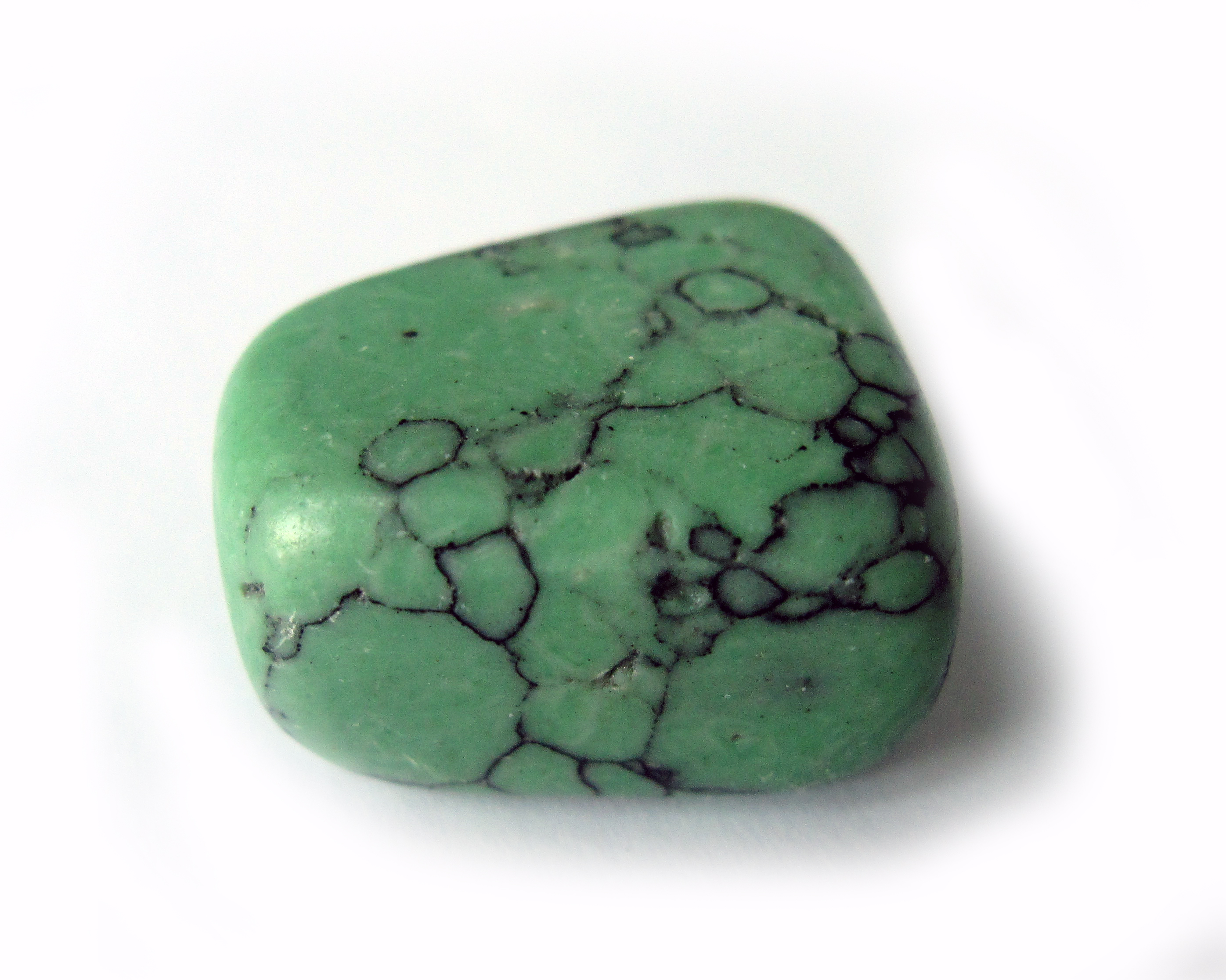
Crisoprasa pulida.

La crisoprasa es una gema de la variedad calcedonia (forma fibrosa del cuarzo) que contiene pequeñas cantidades de níquel. Generalmente es de color verde claro, pero puede variar hasta el verde oscuro. Se la considera una piedra dura y se la utiliza como gema y para la fabricación de objetos ornamentales.

## Aspecto y propiedades físicas
Es criptocristalina, lo que significa que está compuesta por cristales tan finos que no es posible diferenciarlos como partículas distintas utilizando ampliaciones normales. Esta característica la diferencia del cristal de roca, la amatista, el citrino y demás variedades de cuarzo cristalino, que son básicamente transparentes y están formados por agregados microcristalinos del sistema trigonal,las fibras de cuarzo microscópicas tienen una ordenación radial . Otros miembros de la familia del cuarzo criptocristalino son el ágata, la cornalina y el ónice. A diferencia de muchos miembros no transparentes de la familia del cuarzo, que deben generalmente su atractivo a sus marcas o filigranas, en la crisoprasa es el color lo que hace su belleza. La palabra "crisoprasa" viene del griego chrysos, que significa "oro", y prason, que significa "puerro".
Debido a su relativa escasez en relación con piedras similares, y a su agradable color verde, la crisoprasa en una de las variedades más valoradas del cuarzo. Los especímenes de alta calidad a menudo rivalizan con el jade más fino, con el que pueden llegar a confundirse. Cortada en cabuchones (gemas abovedadas lisas con la espalda plana para su uso en joyería) puede ser tan deseada como la más delicada amatista.
Como todas las formas de cuarzo, la crisoprasa tiene una dureza de 6 - 7 en la escala de Mohs y una fractura concoidea, similar a la del sílex.

## Formación y medio ambiente
A diferencia de la esmeralda, que debe su hermoso color verde a la presencia de cromo, el color de la crisoprasa se debe a pequeñas trazas de níquel en su estructura. El níquel se presenta por lo general en laminillas de willemseíta, un filosilicato parecido al talco (Vasconcelos y Singh, 1996). 
La presencia de níquel se debe a las características del proceso de mineralogénesis de la crisoprasa: el principal mecanismo es la acción de disoluciones acuosas hidrotermales de origen volcánico, o bien la meteorización intensa o laterización de serpentinitas niquelíferas, u otras rocas ultramáficas propias de complejos ofiolíticos. 
En los depósitos australianos, la crisoprasa aparece en forma de vetas y nódulos junto con goethita, de color café, y otros óxidos de hierro, en saprolitos ricos en magnesita y bajo recubrimiento de hierro y sílice. 
Los yacimientos más famosos de crisoprasa se encuentran en Queensland, Australia Occidental, Alemania, Polonia, Rusia (en los Urales), Arizona, California y Brasil.

## Cultura popular y simbolismo
La crisoprasa es la décima entre las doce piedras preciosas que componen las bases de las murallas de la Ciudad Santa, la Nueva Jerusalén que se describe en Apocalipsis 21:20.
El simbolismo medieval identificó esas doce piedras preciosas con los doce apóstoles, y desde entonces se consideró la piedra preciosa crisoprasa como atributo del apóstol Judas Tadeo.
Los que atribuyen propiedades mágicas a las piedras la llaman la "Piedra de la esperanza", y dicen que ayuda en los momentos de tensión extrema, estados de histeria o euforia. Se la relaciona con los signos astrológicos: Virgo, Cáncer y Tauro.